# Shicheng

Carte de Shicheng redessinée selon Gazetteer of Sui'an County en 1930

Shicheng (en chinois : 狮城 ; pinyin : Shī Chéng ; litt. « Cité des Lions ») est une ancienne ville submergée située sous le lac Qiandao dans le xian de Chun'an, dans la province du Zhejiang en Chine. La ville a été inondée par le gouvernement chinois en 1959 après la construction d'un barrage hydroélectrique sur le fleuve Qiantang qui a inondé la zone. Selon les preuves trouvées, la cité a été habitée pendant des siècles, mais est aujourd'hui principalement utilisée comme attraction touristique sous-marine par les touristes et les experts en plongée .
Shicheng a été nommée la «ville du lion» en l'honneur de la montagne Wu Shi (montagne des cinq lions) située à proximité dans le lac Qiandao,.

## Description
La ville a été fondée durant le dynastie Han. Elle comporté cinq portes d'entrée, ce qui est différent des quatre traditionnelles. L'architecture en pierre des bâtiments date des dynasties Ming et Qing. Les rues de la ville contiennent 265 arcades avec des pierres apparentes datant de 1777, et les murs de la ville datent du XVIe siècle. La ville a été le siège du xian de Sui'an,.
Environ 300 000 personnes ont été déplacées à la suite de sa submersion. Le site de Shicheng est considérée comme la ville chinoise la mieux préservée, beaucoup de ses maisons, structures de temples et routes pavées ont été sauvegardé en étant entre 20 et 40 mètres sous l'eau. De cette façon, il était protégé du vent, de la pluie et des dommages causés par le soleil.

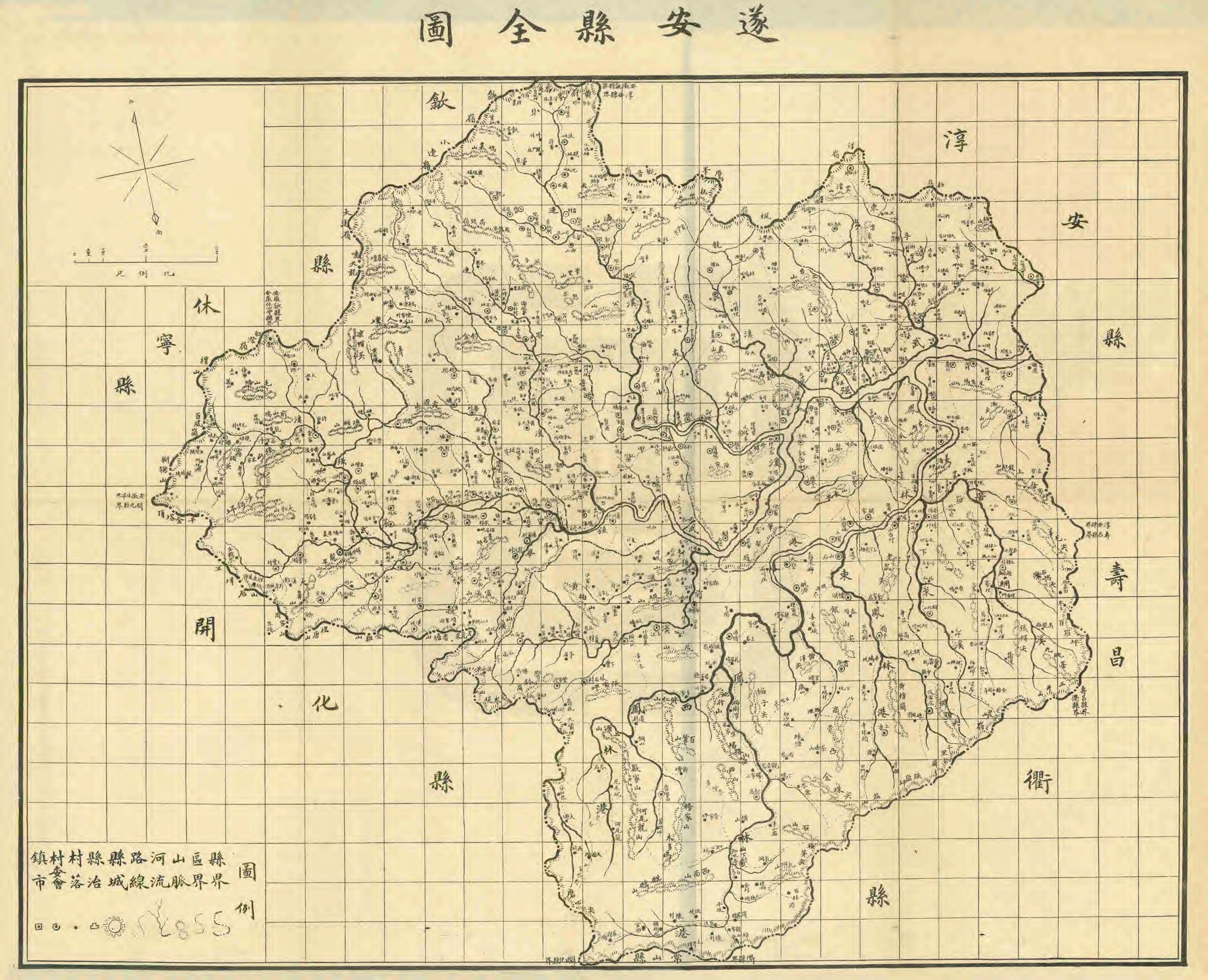
Carte du xian de Sui'an en 1930

Le gouvernement chinois a planifié une expédition pour explorer les vestiges de la cité en 2001, lorsque la ville a été redécouverte. En 2011, des images et des graphiques ont été publiés par le magazine Chinese National Geography (en), ce qui a suscité l'intérêt du grand public et des chercheurs à l'explorée.

## Tourisme
La plongée à Shicheng a été limitée aux plongeurs expérimentés durant des plongées de nuit et en eau profonde.